# 阿里山五味子
阿里山五味子（学名：Schisandra arisanensis subsp. arisanensis）为五味子科五味子属下的一个种，為台灣特有亞種，亦為阿里山五味子的指名亞種。 另有一亞種绿叶五味子（学名：S. a. subsp. viridis）